# Liste der Geotope im Landkreis Weißenburg-Gunzenhausen
Diese Liste enthält die Geotope des mittelfränkischen Landkreises Weißenburg-Gunzenhausen in Bayern.
Die Liste enthält die amtlichen Bezeichnungen für Namen und Nummern des Bayerischen Landesamt für Umwelt (LfU) sowie deren geographische Lage. Diese Liste ist möglicherweise unvollständig. Im Geotopkataster Bayern sind etwa 3.400 Geotope (Stand März 2020) erfasst. Das LfU sieht einige Geotope nicht für die Veröffentlichung im Internet geeignet. Einige Objekte sind zum Beispiel nicht gefahrlos zugänglich oder dürfen aus anderen Gründen nur eingeschränkt betreten werden.
| Name                                                   | Bild           | Geotop ID | Gemeinde / Lage                     | Geologische Raumeinheit    | Beschreibung | Fläche m² / Ausdehnung m | Geologie                                                                             | Aufschlussart                  | Wert               | Schutzstatus                                             | Bemerkung                       |
| ------------------------------------------------------ | -------------- | --------- | ----------------------------------- | -------------------------- | --- | ------------------------ | ------------------------------------------------------------------------------------ | ------------------------------ | ------------------ | -------------------------------------------------------- | ------------------------------- |
| Ehemaliger Steinbruch SW von Bieswang                  |                | 577A001   | Pappenheim Position                 | Südliche Frankenalb        | Der große, aufgelassene Steinbruch gewährt einen besonders guten Einblick in die wechselhafte Schwammriff-Fazies des Mörnsheimer Riffzuges. Über Dolomiten des Malm Delta bauen sich im Malm Epsilon kleine selbstständige Riffkuppeln auf. Im Malm Zeta starben die Riffe ab und wurden mit Plattendolomiten zusedimentiert. | 40000 200 × 200          | Typ: Standard-/Referenzprofil, Sedimentstrukturen Art: Dolomitstein, Kalkstein       | Steinbruch                     | wertvoll           | Naturpark                                                |                                 |
| Ehemaliger Steinbruch W von Osterdorf                  |                | 577A002   | Pappenheim Position                 | Südliche Frankenalb        | Der große, aufgelassene Bruch ist noch gut erhalten und zeigt ein Profil durch den Treuchtlinger Marmor. An den Bruchwänden sind zahlreiche mit rötlichem Lehm gefüllte Karsthohlräume aufgeschlossen. | 20000 200 × 100          | Typ: Schichtfolge, Karstschlot, Karstspalte Art: Kalkstein                           | Steinbruch                     | bedeutend          | Naturpark                                                |                                 |
| Ehemaliger Steinbruch N von Osterdorf                  |                | 577A003   | Pappenheim Position                 | Südliche Frankenalb        | In dem stillgelegten, fossilienreichen Steinbruch ist Treuchtlinger Marmor sehr gut aufgeschlossen. In der nördlichen Bruchwand können alte Kluftsysteme und Sinterbildungen studiert werden. | 10000 100 × 100          | Typ: Gesteinsart Art: Kalkstein                                                      | Steinbruch                     | bedeutend          | Landschaftsschutzgebiet, Naturpark                       |                                 |
| Ehemaliger Steinbruch SE von Weißenburg                | weitere Bilder | 577A004   | Weißenburg in Bayern Position       | Südliche Frankenalb        | Guter Aufschluss von Treuchtlinger Marmor. Es ist geplant diesen ehemaligen Steinbruch mit dem im N gelegenen aktiven Bruch zu verbinden. | 20000 100 × 200          | Typ: Gesteinsart Art: Kalkstein                                                      | Steinbruch                     | bedeutend          | Landschaftsschutzgebiet, Naturpark                       |                                 |
| Ehemaliger Steinbruch S von Rothenstein                |                | 577A005   | Weißenburg in Bayern Position       | Südliche Frankenalb        | Der stillgelegte Steinbruch erschließt den Treuchtlinger Marmor (von Bank 25 bis etwa Bank 9). Eindrucksvoll sind an den Bruchwänden lehmgefüllte Karstschlotten und horizontale Auslaugungshorizonte angeschnitten. | 5000 100 × 50            | Typ: Gesteinsart, Karstschlot, Karstspalte Art: Kalkstein                            | Steinbruch                     | wertvoll           | Naturpark                                                |                                 |
| Aufgelassener Steinbruch E von Ursheim                 |                | 577A007   | Polsingen Position                  | Riesalb                    | Der aufgelassene Steinbruch erschließt gut gebankten und fossilreichen unteren Malm. Über dem Malm Gamma folgt eine Schlifffläche und Bunte Brekzie des Riesereignisses. Im unteren östlichen Teil des Bruches können kurze Horizontalverschiebungen im autochthonen Malmkalk beobachtet werden. | 20000 200 × 100          | Typ: Schlifffläche (Impakt), Tierische Fossilien, Schichtfolge Art: Kalkstein        | Steinbruch                     | besonders wertvoll | Landschaftsschutzgebiet, Naturpark                       |                                 |
| Ehemaliger Steinbruch SE der Langenaltheimer Haardt    | weitere Bilder | 577A008   | Langenaltheim Position              | Riesalb                    | Dies ist der einzige stillgelegte Bruch, in dem Solnhofener Plattenkalke noch gut aufgeschlossen sind. Die meisten aktiven Brüche werden während oder nach ihrer Ausbeutung mit Abraummaterial wieder verfüllt. Der Bruch wird als Typlokalität des Plattenkalkes erachtet. 1992 wurde nahe diesem Bruch ein weiteres Exemplar des Urvogels Archaeopteryx gefunden. | 10000 100 × 100          | Typ: Typlokalität, Tierische Fossilien Art: Kalkstein                                | Steinbruch                     | wertvoll           | FFH-Gebiet, Vogelschutzgebiet, Naturpark                 | Bayerns schönste Geotope Nr. 71 |
| Ehemaliger Suevitbruch SW von Polsingen                |                | 577A009   | Polsingen Position                  | Nördlinger Ries            | Der kleine Steinbruch liegt innerhalb des Rieskraters und erschließt Suevit in massiger Ausbildung (4 m mächtig). Er besteht vorwiegend aus rotem, blasigem Schmelzgestein, das zahlreiche Kristallinfragmente (vorwiegend Granite) einschließt. Dieser Suevit unterscheidet sich von der Normalausbildung durch das Auftreten eines zusammenhängenden, blasenreichen Schmelzgesteins und hat damit die Annahme einer Schmelzlage am Kraterboden inspiriert, was jedoch nicht bestätigt wurde. | 200 20 × 10              | Typ: Typlokalität Art: Suevit                                                        | Steinbruch                     | besonders wertvoll | Naturpark                                                |                                 |
| Aufschluss WNW von Weimersheim                         |                | 577A010   | Weißenburg in Bayern Position       | Südwestliche Albrandregion | Beiderseits des Bergeinschnittes sind die Oberen Aalen-Schichten mit geringmächtigen Eisenerzflözen aufgeschlossen. | 5000 100 × 50            | Typ: Gesteinsart Art: Sandstein                                                      | Böschung                       | bedeutend          | Bodendenkmal, Landschaftsschutzgebiet, Naturpark         |                                 |
| Hunnenkirche NE von Weißenburg                         |                | 577A011   | Höttingen Position                  | Südwestliche Albrandregion | Unterhalb des Bismarckturms sind im Wald mehrere Doggersandsteinfelsen aus ihrer Umgebung herausgewittert. Auffallend ist die löchrige Verwitterung ehemals tonig durchsetzter Sandsteinschichten. | 625 25 × 25              | Typ: Gesteinsart, Tafoni/Wabenverwitterung, Felswand/-hang Art: Sandstein            | Hanganriss/Felswand            | bedeutend          | Landschaftsschutzgebiet, Naturpark                       |                                 |
| Kuppe am Hüssinger Berg                                |                | 577A012   | Westheim Position                   | Nördlinger Ries            | Die westliche Kuppe des Hüssinger Berges markiert die Grenze der äußeren, stark zerstückelten Zone des Rieskraters gegen die Alb im Nordosten. Die Kuppe wird von stark zerrütteten Kalken und Mergeln des Unteren Malm gebildet. Eine Hinweistafel erläutert die Besonderheit. | 4900 70 × 70             | Typ: Gesteinsart, Auswurfmaterial (Impakt) Art: Kalkmergelstein                      | Hanganriss/Felswand            | bedeutend          | Landschaftsschutzgebiet, Naturpark                       |                                 |
| Hohlweg bei Hechlingen                                 | weitere Bilder | 577A014   | Heidenheim Position                 | Südwestliche Albrandregion | Der schluchtartige Hohlweg bietet einen sehr guten Aufschluss von Doggersandstein mit seinen Erzhorizonten. Hangparallele Störungen versetzen die Schichtfolge mehrfach. Der Hohlweg ist Teil eines heimat- und naturkundlichen Lehrpfads. | 1500 150 × 10            | Typ: Gesteinsart Art: Sandstein, Eisen-/Manganerz                                    | Böschung                       | bedeutend          | Landschaftsschutzgebiet, Naturpark                       |                                 |
| Eisensandsteinaufschluss NE von Hohentrüdingen         |                | 577A015   | Heidenheim Position                 | Südwestliche Albrandregion | Schräg geschichteter Doggersandstein mit Eisenooidlagen ist in der ehemaligen Sandgrube direkt an der Straße aufgeschlossen. | 150 30 × 5               | Typ: Gesteinsart Art: Sandstein                                                      | Kiesgrube/Sandgrube            | bedeutend          | Landschaftsschutzgebiet, Naturpark                       |                                 |
| Ehemaliger Steinbruch NE von Hürth                     |                | 577A017   | Treuchtlingen Position              | Riesalb                    | Der ehemalige Steinbruch bei Hürth erschließt ein Profil vom mittleren Malm Gamma bis zum unteren Malm Delta in Schichtfazies: zuunterst sind 7 m graue Bankkalke aufgeschlossen, darüber folgen etwa 2 m Crussoliensis-Mergel und 4 m bankige Uhlandi-Kalke. Den Abschluss bilden die untersten drei Bänke des Treuchtlinger Marmors. | 300 30 × 10              | Typ: Schichtfolge, Tierische Fossilien Art: Kalkstein, Mergelstein                   | Steinbruch                     | bedeutend          | Landschaftsschutzgebiet, Naturpark                       |                                 |
| Felsenkeller in Thalmannsfeld                          |                | 577A018   | Bergen Position                     | Südwestliche Albrandregion | Entlang der Straße befinden sich ca. 25 Keller, die wenige Meter tief sind. Die oberen sind verfüllt. Der Sandstein ist an den Eingängen aufgeschlossen, z. T. mit Verwitterungsspuren. Die Keller werden genutzt. | 1650 110 × 15            | Typ: Sedimentstrukturen, Felsenkeller Art: Sandstein                                 | Felsenkeller                   | bedeutend          | Naturpark                                                |                                 |
| Steinbruch W von Fuchsmühle                            |                | 577A019   | Treuchtlingen Position              | Riesalb                    | Im inzwischen stillgelegten Steinbruch sind im Eingangsbereich auf der Sohle die obersten zwei Meter der Oberen Mergelkalke (Arzberg-Formation, Malm Gamma) aufgeschlossen. Darüber steht auf mehr als 30 Meter Treuchtlinger Marmor (Treuchtlingen-Formation, Malm Delta) an. Die Formationsgrenze ist hier besonders gut zu sehen. | 30000 200 × 150          | Typ: Schichtfolge, Gesteinsart Art: Kalkstein, Mergelstein                           | Steinbruch                     | wertvoll           | Landschaftsschutzgebiet, Naturpark                       |                                 |
| Ehem. Juramarmorbruch Stiegler NW von Solnhofen        | weitere Bilder | 577A020   | Solnhofen Position                  | Riesalb                    | Im aufgelassenen Steinbruch Stiegler wurden Treuchtlinger Bankkalke abgebaut. | 7000 100 × 70            | Typ: Gesteinsart, Schichtfolge, Steinbruch/Grube Art: Kalkstein                      | Steinbruch                     | wertvoll           | Landschaftsschutzgebiet, FFH-Gebiet, Vogelschutzgebiet   |                                 |
| Hobbysteinbruch ESE von Langenaltheim                  |                | 577A021   | Langenaltheim Position              | Riesalb                    | Im gesondert abtrassierten Westteil des Geotops 577A008 ist in der Urvogel-Fundstelle Hobbysteinbruch Langenaltheim gegen ein geringes Entgelt in der Zeit von 1. April bis 31. Oktober das Fossiliensammlen in dünnplattigen Solnhofener Plattenkalken erlaubt. | 3500 70 × 50             | Typ: Gesteinsart, Schichtfolge, Tierische Fossilien, Steinbruch/Grube Art: Kalkstein | Steinbruch                     | wertvoll           | FFH-Gebiet, Vogelschutzgebiet, Naturpark                 |                                 |
| Steinbruchgebiet am Schrandelberg SE von Langenaltheim |                | 577A022   | Langenaltheim Position              | Riesalb                    | Der aufgelassene Steinbruch am Schrandelberg erschließt außergewöhnlich dünnplattige Solnhofener Plattenkalke. | 4000 100 × 40            | Typ: Gesteinsart, Schichtfolge, Steinbruch/Grube Art: Kalkstein                      | Steinbruch                     | wertvoll           | Landschaftsschutzgebiet, FFH-Gebiet, Vogelschutzgebiet   |                                 |
| Ehem. Eisenerzgrube Grubschwart NE von Rothenstein     | weitere Bilder | 577G001   | Raitenbuch Position                 | Südliche Frankenalb        | Trichtergruben, Schürfschächte und Stollen erinnern hier an den ehemaligen Abbau von Eisenerzen. Diese lagerten als Bohnerze in der Lehmfüllung eines ausgedehnten Karstsystems. Ein montangeschichtlicher Lehrpfad führt mit 21 Stationen anschaulich durch das Gelände. Unter www.infofeld.de/grubschwart.html kann zusätzlich ein Audioguide als App für Smartphone oder Tablet heruntergeladen werden. | 5000 1000 × 5            | Typ: Stollen, Karst-Schacht-&Horizontalhöhle, Pinge/nfeld Art: Kalkstein, Lehm       | Tunnel/Stollen/Schacht         | besonders wertvoll | Bodendenkmal, Landschaftsschutzgebiet, Naturpark         |                                 |
| Karlsgraben                                            | weitere Bilder | 577G003   | Treuchtlingen Position              | Südwestliche Albrandregion | Der Karlsgraben bezeugt eine der größten Ingenieursleistungen des frühen Mittelalters. Karl der Große wollte durch einen schiffbaren Kanal zwischen der schwäbischen Rezat und der Altmühl den Rhein mit der Donau verbinden, da die Flüsse sich hier auf knapp 1800 m nähern. Nachdem 1400 m ausgegraben waren (ca. 6.000 Arbeiter und 780.000 m³ Erde) führten vermutlich Versorgungsengpässe zur Aufgabe des Kanalprojektes. Das Geotop gehört zu Bayerns hundert schönsten Geotopen und wird vor Ort mit einer entsprechenden Infotafel erläutert. | 50000 1000 × 50          | Typ: Graben, Kanal Art: Schotter                                                     | kein Aufschluss                | besonders wertvoll | Bodendenkmal, Landschaftsschutzgebiet, Naturpark         | Bayerns schönste Geotope Nr. 34 |
| Höllentrichter NW von Osterdorf                        |                | 577G005   | Pappenheim Position                 | Südliche Frankenalb        | Auf engem Raum liegen hier zahlreiche ehemalige Abbaustellen, in denen Bohnerze aus tertiären Karstfüllungen gewonnen wurden. Zurück blieben Halden, Trichtergruben und teilweise 10 m tiefe exhumierte Karstschächte. | 45000 300 × 150          | Typ: Pinge/nfeld, Doline, Karst-Schachthöhle Art: Kalkstein, Lehm                    | Pinge                          | wertvoll           | Bodendenkmal, Landschaftsschutzgebiet, Naturpark         |                                 |
| Hohlloch SW von Raitenbuch                             | weitere Bilder | 577H001   | Raitenbuch Position                 | Südliche Frankenalb        | Das Hohlloch erschließt tafelbankige Dolomite des Malm Delta. Mit Verordnung des LRA WUG vom 20. Mai 1980 wurde das Hohlloch als Naturdenkmal (§ 28 BNatSchG) unter Schutz gestellt. Wegen der Unfallgefahr und zum Schutz der dort heimischen Fledermäuse (u. a. Myotis myotis) ist das Naturdenkmal eingezäunt und kann nicht betreten werden. | 1000 100 × 10            | Typ: Karst-Schacht-&Horizontalhöhle Art: Dolomitstein                                | Hanganriss/Felswand            | wertvoll           | Naturdenkmal, FFH-Gebiet, Landschaftsschutzgebiet        |                                 |
| Teufelshöhle W von Bieswang                            |                | 577H002   | Pappenheim Position                 | Südliche Frankenalb        | Die ca. 100 m lange Horizontalhöhle besitzt zwei Eingänge, die in eine Vorhalle münden. | 200 100 × 2              | Typ: Karst-Horizontalhöhle Art: Kalkstein, Dolomitstein                              | Hanganriss/Felswand            | bedeutend          | Landschaftsschutzgebiet, Naturpark                       |                                 |
| Quellaustritt Die sieben Quellen SW von Heidenheim     | weitere Bilder | 577Q001   | Heidenheim Position                 | Südwestliche Albrandregion | An der Grenze zwischen Opalimuston und Doggersandstein liegt ein Quellhorizont, an dem die sieben Quellen entspringen. | 100 10 × 10              | Typ: Schichtquelle Art: Sandstein                                                    | kein Aufschluss                | bedeutend          | Landschaftsschutzgebiet, Naturpark                       |                                 |
| Quellaustritt Steinbrunnen ESE von Göhren              |                | 577Q002   | Pappenheim Position                 | Südliche Frankenalb        | In einer in Sandstein gefassten Quellnische entspringen mehrere kleine Quellaustritte. Der Steinbrunnen entspringt auf der sonst wasserarmen Karsthochfläche auf einem Rest von Oberer Süßwassermolasse. Auf dem Steinbogen des Brunnens ist undeutlich die Jahreszahl 1706 zu erkennen. | 1 1 × 1                  | Typ: Schichtquelle Art: Sandstein                                                    | kein Aufschluss                | bedeutend          | Denkmalschutz, Bodendenkmal, Landschaftsschutzgebiet     |                                 |
| Schlucht Teufelsbackofen NW von Fiegenstall            |                | 577R001   | Höttingen Position                  | Südwestliche Albrandregion | Die enge Schlucht im Oberen Burgsandstein weist nur wenige Aufschlüsse auf. Am Eingang steht Feuerletten an. Besonders im mittleren Bereich erschweren umgestürzte Bäume die Begehung. | 18750 250 × 75           | Typ: Schlucht, Gesteinsart Art: Sandstein                                            | Prallhang/Flussbett/Bachprofil | bedeutend          | Landschaftsschutzgebiet, Naturpark                       |                                 |
| Steinerne Rinne SW von Wolfsbronn                      | weitere Bilder | 577R002   | Meinheim Position                   | Riesalb                    | Der Bachlauf liegt in einem etwa 130 m langen und bis zu 160 cm hohem Kalktuffdamm, der von mehreren Wasserfällen unterbrochen wird. Trotz Schutzstatus ist das Objekt als weitgehend zerstört zu betrachten, da die Rinne als Pflegemaßnahme auf ganzer Länge mit Steinen und Beton künstlich aufgemauert wurde. Ein Negativbeispiel! | 130 130 × 1              | Typ: Steinerne Rinne, Schichtquelle Art: Kalktuff                                    | kein Aufschluss                | bedeutend          | Naturschutzgebiet, Landschaftsschutzgebiet, FFH-Gebiet   |                                 |
| Steinerne Rinne SE von Spielberg                       | weitere Bilder | 577R003   | Gnotzheim Position                  | Riesalb                    | Der Bachlauf ist ca. 20 m lang und maximal 10 cm hoch. Die Rinne ist eher eingetieft und mit wenig Kalk ausgekleidet. Die kleine Rinne befindet sich im Entwicklungsstadium. | 6 20 × 0                 | Typ: Steinerne Rinne, Schichtquelle Art: Kalktuff                                    | kein Aufschluss                | bedeutend          | Landschaftsschutzgebiet, FFH-Gebiet, Naturpark           |                                 |
| Steinerne Rinne S von Rohrbach                         | weitere Bilder | 577R004   | Ettenstatt Position                 | Südliche Frankenalb        | Die Steinerne Rinne bei Rohrbach ist ca. 60 m lang und bis zu 1 m hoch. Neben der Rinne wurde ein Holzsteg angebracht. Die Quelle der Rinne entspringt zwischen Opalinuston und Eisensandstein, die Rinne wächst jährlich um 2 bis 3 cm. Auch diese Rinne wurde zum Teil künstlich aufgemauert. Eine natürliche Entwicklung ist dadurch nicht mehr gegeben. Zum Objekt gehört auch die Rotschlucht mit den Sinterbildungen der so genannten Jungen Steinernen Rinne. | 18 60 × 0                | Typ: Steinerne Rinne, Schichtquelle Art: Kalktuff                                    | kein Aufschluss                | bedeutend          | Naturdenkmal, Landschaftsschutzgebiet, FFH-Gebiet        |                                 |
| Steinerne Rinne NNE von Hechlingen                     | weitere Bilder | 577R005   | Heidenheim Position                 | Südwestliche Albrandregion | Die Rinne ist ca. 10 m lang und maximal 30 cm hoch, sie ist bisher weitgehend in ihrer natürlichen Form erhalten. Eine Hinweistafel verdeutlicht die Besonderheit des Objekts. | 10 10 × 1                | Typ: Steinerne Rinne, Schichtquelle Art: Kalktuff                                    | kein Aufschluss                | bedeutend          | Landschaftsschutzgebiet, Naturpark                       |                                 |
| Steinerne Rinne SE von Oberweiler                      | weitere Bilder | 577R006   | Meinheim Position                   | Riesalb                    | Der mit Kalktuff ausgekleidete Bachlauf besitzt eine Länge von etwa 50 m. Die Kalktuffausscheidungen wurden bisher nicht anthropogen verändert. | 30 30 × 1                | Typ: Steinerne Rinne, Schichtquelle Art: Kalktuff                                    | kein Aufschluss                | bedeutend          | Landschaftsschutzgebiet, Naturpark                       |                                 |
| Dachsbaufelsen SE von Dettenheim                       |                | 577R007   | Weißenburg in Bayern Position       | Südliche Frankenalb        | Der Dachsbaufelsen wurde auf der geologischen Karte als Schwammriffkalk im Bereich des Treuchtlinger Marmors ausgewiesen. Der Felsen ist stark bemoost und bereichsweise tiefgründig verwittert, kleinere Höhlen führen in den Felsen. | 100 10 × 10              | Typ: Felskuppe, Gesteinsart, Kluft-/Tektonische Höhle Art: Kalkstein                 | Hanganriss/Felswand            | bedeutend          | Bodendenkmal, Landschaftsschutzgebiet, Naturpark         |                                 |
| Felsengruppe Zwölf Apostel N von Eßlingen              | weitere Bilder | 577R008   | Solnhofen Position                  | Südliche Frankenalb        | Die Zwölf Apostel gehören zum Mörnsheimer Riffzug. Die malerischen Felsen werden von Schwamm-Algen-Kalken des Mittleren Malm Delta aufgebaut. Die Felsgruppe wird geomorphologisch als Ensemble klassifiziert, da die zahlreichen isolierten Felsen einen zusammenhängenden Riffzug darstellen, der durch die von Fels zu Fels verlaufenden girlandenartigen Hohlkehlen erkennbar ist. | 60000 600 × 100          | Typ: Felsgruppe, Felsturm/-nadel, Felsburg, Sedimentstrukturen Art: Dolomitstein     | Hanganriss/Felswand            | wertvoll           | Naturschutzgebiet, Naturdenkmal, Landschaftsschutzgebiet | Bayerns schönste Geotope Nr. 62 |
| Bergkuppe des Bubenheimer Berges E von Bubenheim       | weitere Bilder | 577R009   | Treuchtlingen Position              | Südwestliche Albrandregion | Auf der Spitze des Bubenheimer Berges bilden Malm Massenkalk- und Dolomitschollen Härtlinge von bis zu mehreren Kubikmetern Größe. Diese Härtlinge sind allochthone Schollen, die bei der Rieskatastrophe aus dem Bereich des Kraters herausgesprengt wurden. Die Malmschollen sind meist intensiv vergrust und z. T. wieder verbacken, so dass sie als Härtlinge aus der Umgebung herauswitterten. | 20000 200 × 100          | Typ: Auswurfmaterial (Impakt), Felskuppe Art: Kalkstein                              | Hanganriss/Felswand            | wertvoll           | Landschaftsschutzgebiet, Naturpark                       |                                 |
| Teufelskanzel SE von Solnhofen                         | weitere Bilder | 577R010   | Solnhofen Position                  | Riesalb                    | Die Felskuppe Teufelskanzel wird von tafelbankigen Dolomiten des Malms aufgebaut. | 20000 200 × 100          | Typ: Felskuppe Art: Dolomitstein                                                     | Hanganriss/Felswand            | bedeutend          | Landschaftsschutzgebiet, Naturpark                       |                                 |
| Ponordoline E von Göhren                               |                | 577R011   | Pappenheim Position                 | Südliche Frankenalb        | Der Ponorgraben besitzt eine Länge von 200 m, eine Breite von 25 m, sowie eine maximale Tiefe von 6 m im westlichen Grabenbereich. Im Graben fließt ein kleiner Bach zur Schluckstelle, die vor vielen Jahren mit Steinbruchschutt überschüttet wurde. | 5000 200 × 25            | Typ: Ponor, Doline Art: Breccie, Dolomitstein                                        | kein Aufschluss                | wertvoll           | Landschaftsschutzgebiet, Naturpark                       |                                 |
| Dolinenfeld E von Göhren                               |                | 577R012   | Pappenheim Position                 | Südliche Frankenalb        | Gruppe von mehreren Dolinen, die teilweise bei Starkregen als Ponore fungieren. Die größte der Dolinen weist einen Durchmesser von ca. 20 m und eine Tiefe von ca. 10 m auf. Eine weitere sehr große Doline, in der aktuelle Nachsackungen stattfinden, liegt 200 m WNW der Straßenkreuzung und ist bisher nicht als ND geschützt. | 40000 200 × 200          | Typ: Dolinenfeld Art: Dolomitstein, Kalkstein                                        | kein Aufschluss                | wertvoll           | Landschaftsschutzgebiet, Naturpark                       |                                 |
| Quarzitblöcke E von Döckingen                          |                | 577R013   | Polsingen Position                  | Riesalb                    | Über das Alter und die Ursache der Häufung der Quarzitblöcke um Döckingen existieren verschiedene Theorien. Östlich des Ortes liegen 8 Blöcke auf engem Raum. Die z. T. mehrere Kubikmeter großen Blöcke bestehen aus mittelkörnigem, quarzitisch verkitteten Sandsteinen. Charakteristisch für die Quarzite sind Kluftstrukturen, die möglicherweise auf das Riesereignis zurückzuführen sind. | 20000 200 × 100          | Typ: Typlokalität, Reliktgesteine Art: Sandstein                                     | Block                          | besonders wertvoll | Naturpark                                                |                                 |
| Ponordolinen NE von Kohnhof                            |                | 577R014   | Polsingen Position                  | Riesalb                    | In einem kleinen Wäldchen liegen auf engem Raum drei große Ponordolinen mit temporärem Wasserzufluss. Frische steile Nachsackungen im eingeschwemmten Lehm belegen rezente Aktivität. | 22500 150 × 150          | Typ: Ponor Art: Kalkstein, Lößlehm                                                   | Doline/Erdfall                 | wertvoll           | Landschaftsschutzgebiet, Naturpark                       |                                 |
| Doline SSE von Döckingen                               |                | 577R015   | Polsingen Position                  | Riesalb                    | Die große Doline liegt im Bereich allochthoner Riesschollen. Frische Nachsackungen belegen die andauernden Senkungsvorgänge. | 2000 50 × 40             | Typ: Doline Art: Kalkstein                                                           | kein Aufschluss                | wertvoll           | Naturpark                                                |                                 |
| Hunnenstein WSW von Markt Berolzheim                   |                | 577R016   | Markt Berolzheim Position           | Riesalb                    | Es handelt sich um zwei Blöcke aus Quarzsandstein, deren Zuordnung bisher nicht geklärt ist. | 1 1 × 1                  | Typ: Reliktgesteine Art: Sandstein                                                   | kein Aufschluss                | bedeutend          | Landschaftsschutzgebiet, FFH-Gebiet, Naturpark           |                                 |
| Bachlauf mit Sinterbecken WNW Wolfsbronn               | weitere Bilder | 577R017   | Meinheim Position                   | Riesalb                    | Entlang des Bachlaufes sind auf 100 m Länge kleine Sinterbecken herausgebildet. | 100 100 × 1              | Typ: Sinterbildung, Bach-/Flusslauf Art: Kalkstein, Sandstein                        | kein Aufschluss                | bedeutend          | Landschaftsschutzgebiet, FFH-Gebiet, Naturpark           |                                 |
| Steinerne Rinne NNW von Heidenheim                     | weitere Bilder | 577R018   | Heidenheim Position                 | Südwestliche Albrandregion | Die kleine, aber schöne Steinerne Rinne ist bisher nicht touristisch erschlossen. Die natürliche Entwicklung der Rinne wird teilweise gestört, durch Versuche deren Wachstum zu beschleunigen. | 150 150 × 1              | Typ: Steinerne Rinne Art: Kalkstein, Sandstein                                       | kein Aufschluss                | bedeutend          | Landschaftsschutzgebiet, FFH-Gebiet, Naturpark           |                                 |
| Hohler Stein NW von Stahlmühle                         |                | 577R019   | Heidenheim Position                 | Südwestliche Albrandregion | Die Felswand aus gebanktem Kalk des unteren Malm liegt nur knapp außerhalb des Riesrandes, was sich an der intensiven Zerklüftung bemerkbar macht. Mehrere kleine Höhlen mit schön ausgewaschenen Profilen setzen hier an, verengen sich aber rasch. | 500 50 × 10              | Typ: Felsburg Art: Kalkstein                                                         | Hanganriss/Felswand            | wertvoll           | Landschaftsschutzgebiet, Naturpark                       |                                 |
| Dolinenfeld im Maierholz WSW von Döckingen             |                | 577R020   | Polsingen Position                  | Riesalb                    | In dem Waldgebiet liegen auf engem Raum zahlreiche Dolinen, unter anderem auch die Ponordoline Fuchsbau. In einigen Dolinen lagern große Sandsteinblöcke, die den Döckinger Quarziten gleichen. | 300000 600 × 500         | Typ: Dolinenfeld, Ponor, Reliktgesteine Art: Kalkstein, Sandstein                    | Doline/Erdfall                 | bedeutend          | Landschaftsschutzgebiet, Naturpark                       |                                 |
| Ponordoline SW von Rothenstein                         |                | 577R023   | Pappenheim Position                 | Südliche Frankenalb        | Große Ponordoline mit temporären Zuflüssen aus zwei zulaufenden Gräben. Im tiefsten Teil der Doline sind unter der Lehmüberdeckung auch große Blöcke und evtl. anstehender Fels zu erkennen. | 2000 50 × 40             | Typ: Ponor Art: Kalkstein                                                            | Hanganriss/Felswand            | wertvoll           | Landschaftsschutzgebiet, Naturpark                       |                                 |
| Aufgel. Kalksteinbruch am Dürrenberg E von Heidenheim  |                | 577A023   | Heidenheim (Mittelfranken) Position | Riesalb                    | Im aufgelassenen Kalksteinbruch am Dürrenberg wurde gebankter Kalkstein der Arzberg-Formation (Malm Gamma) abgebaut, der häufig Mergellagen enthält. Gelegentlich können Fossilien, meist Ammoniten, gefunden werden. Möglicherweise handelt es sich bei dieser Lokalität um den Fundort eines Ataxioceraten (Ammonit), der am 14. September 1875 von Ludwig von Ammon gefunden wurde, dieser befindet sich in der Sammlung des Landesamtes für Umwelt in Hof. Die Bruchsohle ist von Klüften durchzogen. Die größeren zeigen ein Nordost-Südwest-Streichen, während die kleineren und auch zahlreicheren überwiegend von Nordnordwest nach Südsüdost streichen. Der frei zugängliche Steinbruch liegt unmittelbar am Ökumenischen Pilgerweg. | 43200 240 x 180          | Typ: Schichtfolge Art: Kalkstein, Mergelstein                                        | Steinbruch                     | wertvoll           | Naturpark                                                |                                 |
| Straßenaufschluss NE von Heidenheim                    |                | 577A024   | Heidenheim (Mittelfranken) Position | Riesalb                    | Der Straßenaufschluss beiderseits eines Wirtschaftsweges befindet sich etwa 1.000 Meter nordöstlich der Kirche St. Wunibald, Heidenheim. Aufgeschlossen ist die Dietfurt-Formation (unterer Malm Alpha), die aus einer Wechsellagerung von Kalkstein- und Mergelsteinlagen besteht. Gelegentlich sind Fossilien (meist Ammoniten) zu finden. | 1000 100 x 10            | Typ: Schichtfolge Art: Mergelstein                                                   | Böschung                       | bedeutend          | Naturpark                                                |                                 |